# Planetella proteana
Planetella proteana är en tvåvingeart som först beskrevs av Ephraim Porter Felt 1914.  Planetella proteana ingår i släktet Planetella och familjen gallmyggor. Inga underarter finns listade i Catalogue of Life.